# Come Undone (Robbie Williams-dal)
A Come Undone című dal Robbie Williams brit popénekes Escapology című albumának második kislemezeként jelent meg 2003 nyarán. A dalszerzők: Robbie Williams, Ashley Hamilton, Boots Ottestad és Daniel Pierre. A dalt kissé újramixelték a kislemez megjelenése alkalmából, valamint új vokált vettek fel hozzá, mivel az albumverzió némileg nyersebb hangzású volt.

## Videóklip
A dal videóklipjét a legtöbb országban betiltották, túlságosan erős szexualitása miatt. A másnapos Robbie felébred egy nagy buli után és ahogy végigsétál a házban, bevillannak az éjszakai buli képei. Amikor a dal eléri a tetőpontját, Williams-t láthatjuk, amint két nővel közösül (akik egyébként pornósztárok). Ezek a képek váltakoznak csúszómászó kígyók, rágcsálók és férgek képeivel, amik gyönyörű nők testén mászkálnak. Az utolsó jelenetben a két nő transzvesztitává változik, ami finom utalás a média elfogultságára Williams szexualitásával kapcsolatban.
| #              | Kiadó cég | Ország | Formátum    | Megjelent     | Produkciós cég | Rendező        | Producer | Kiadó |
| -------------- | --------- | ------ | ----------- | ------------- | -------------- | -------------- | -------- | ----- |
| 1. verzió (UK) |           | UK     | zenei video | 2003. április |                | Jonas Akerlund |          |       |

## Visszhang
A Come Undone top 10-be került szerte a világon. Vitatott videóklipjének köszönhetően erősen cenzúrázta az MTV Network Europe, mert nem tetszett nekik, hogy a klipben a züllött énekes két nővel közösül. A videó felkavaró képeket mutat: rovarokat és csúszómászókat, bár a videóklip eredeti, vágatlan verziója DVD-kislemezként is megjelent Európában, és egy az egyik kislemez bővített változatán. A BBC Radio 2 sem játszotta a dalt a tartalma miatt. Ez idő tájt jelentették be, hogy Robbie Williams és Guy Chambers producer útjai szétválnak.

## Siker
A kislemez a 4. helyezést érte el az Egyesült Királyságban, de a második héten kiesett a Top 10-ből, bár a videóklip körül kialakult vitának köszönhetően mégis sikerült a slágerlistákon maradnia. A Come Undone nem tudott akkora sikert elérni világszerte, mint az énekes előző kislemeze, a Feel.

## Különböző formátumok és számlista
UK CD
(Megjelent: 2003. március 31.)
1. "Come Undone" - 4:34
2. "One Fine Day" - 3:38
3. "Happy Easter (War Is Coming)" - 4:07
4. "Come Undone" Making Of The Video & Photo Gallery

UK DVD
(Megjelent: 2003. március 31.)
1. "Come Undone" Music Video
2. "Come Undone" Live Video [Clip]
3. "One Fine Day" Audio
4. "Happy Easter (War Is Coming)" Audio
5. Photo Gallery

## Helyezések
| Slágerlista (2003)                          | Csúcs pozíció |
| ------------------------------------------- | ------------- |
| Románia kislemez listája                    | 3             |
| Egyesült Királyság kislemez listája         | 4             |
| Magyarország Rádiós Top 40 játszási listája | 6             |
| Mexikó kislemez listája                     | 6             |
| Hollandia kislemez listája                  | 8             |
| Olaszország kislemez listája                | 11            |
| Lettország kislemez listája                 | 14            |
| Ausztria kislemez listája                   | 15            |
| Dánia kislemez listája                      | 16            |
| Németország kislemez listája                | 16            |
| Új-Zéland kislemez listája                  | 25            |
| Ausztrália kislemez listája                 | 27            |
| Svájc kislemez listája                      | 45            |
| Svédország kislemez listája                 | 46            |
| Belgium flamand kislemez listája            | 48            |
| Franciaország kislemez listája              | 49            |